# Gjorslev

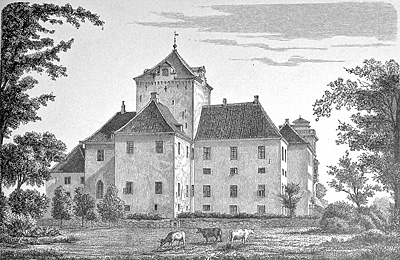
Gjorslev i slutet av 1800-talet

Gjorslev, slott i Danmark (på danska Gjorslev Slot). Det byggdes omkring 1396 av biskopen Peder Jensen Lodehat. Slottet är utformat som en korsbyggnad med ett cirka 30 meter högt torn i mitten. Byggnadsmaterialet är kalksten och togs från Stevns Klint. 
Gjorslev var i kyrkans ägo fram till reformationen 1536. Efter reformationen övertog kronan nästan allt kyrkogods. Man lät skifta godset till privat ägo tills det köptes upp av kungen år 1678. 
År 1743 köpte Christian Lindencrone egendomen och från 1793 till 1925 var släkten Scavenius ägare. 1925 sålde Scavenius godset till kammarherre Adolph Tesdorpf från Falster och 1930 blev det övertaget av kammarherre Edward Tesdorpf. Den nuvarande ägaren idag är Peter Henrik Tesdorpf, som övertog Gjorslev år 1970.